# Marcelo Demoliner
Marcelo Demoliner (Caxias do Sul, 18 januari 1989) is een Braziliaanse tennisspeler. Hij heeft vijf ATP-toernooien in het dubbelspel gewonnen. Bovendien was hij tienmaal verliezend finalist in het dubbelspel. Ook deed hij al mee aan grandslamtoernooien. Hij heeft één challenger in het enkelspel en achttien challengers in het dubbelspel op zijn naam staan.

## Palmares
| Legenda                       | Legenda               |
| ----------------------------- | --------------------- |
| Grand Slam                    |                       |
| Olympische Spelen             |                       |
| tot 2009                      | vanaf 2009            |
| Tennis Masters Cup            | ATP Finals            |
| ATP Masters Series            | ATP Tour Masters 1000 |
| ATP International Series Gold | ATP Tour 500          |
| ATP International Series      | ATP Tour 250          |

### Palmares enkelspel
| Nr.                  | Datum                | Toernooi             | Ondergrond           | Tegenstander in finale | Score                |
| Gewonnen challengers | Gewonnen challengers | Gewonnen challengers | Gewonnen challengers | Gewonnen challengers   | Gewonnen challengers |
| -------------------- | -------------------- | -------------------- | -------------------- | ---------------------- | -------------------- |
| 1.                   | 10 mei 2009          | Blumenau             | Gravel               | Rogério Dutra da Silva | 6-1, 6-0             |

### Palmares dubbelspel
| Nr.                                      | Datum                        | Toernooi                     | Ondergrond                   | Partner                      | Tegenstanders in finale               | Score                        | Details                      |
| Gewonnen finales herendubbel             | Gewonnen finales herendubbel | Gewonnen finales herendubbel | Gewonnen finales herendubbel | Gewonnen finales herendubbel | Gewonnen finales herendubbel          | Gewonnen finales herendubbel | Gewonnen finales herendubbel |
| ---------------------------------------- | ---------------------------- | ---------------------------- | ---------------------------- | ---------------------------- | ------------------------------------- | ---------------------------- | ---------------------------- |
| 1.                                       | 29 juni 2018                 | ATP Antalya                  | Gras                         | Santiago González            | Sander Arends Matwé Middelkoop        | 7-5, 6-7(6), [10-8]          | Details                      |
| 2.                                       | 19 oktober 2019              | ATP Moskou                   | Hardcourt (i)                | Matwé Middelkoop             | Simone Bolelli Andrés Molteni         | 6-1, 6-2                     | Details                      |
| 3.                                       | 9 februari 2020              | ATP Córdoba                  | Gravel                       | Matwé Middelkoop             | Leonardo Mayer Andrés Molteni         | 6-3, 7-6(4)                  | Details                      |
| 4.                                       | 13 juni 2021                 | ATP Stuttgart                | Gras                         | Santiago González            | Ariel Behar Gonzalo Escobar           | 4-6, 6-3, [10-8]             | Details                      |
| 5.                                       | 9 april 2023                 | ATP Marrakesh                | Gravel                       | Andrea Vavassori             | Alexander Erler Lucas Miedler         | 6–4, 3–6, [12–10]            | details                      |
| Verloren finales herendubbel             |                              |                              |                              |                              |                                       |                              |                              |
| 1.                                       | 7 februari 2016              | ATP Quito                    | Gravel                       | Thomaz Bellucci              | Pablo Carreño Busta Guillermo Durán   | 5-7, 4-6                     | Details                      |
| 2.                                       | 17 juli 2016                 | ATP Båstad                   | Gravel                       | Marcus Daniell               | Marcel Granollers David Marrero       | 2-6, 3-6                     | Details                      |
| 3.                                       | 5 maart 2017                 | ATP São Paulo                | Gravel (i)                   | Marcus Daniell               | Rogério Dutra da Silva André Sá       | 6-7(5), 7-5, [7-10]          | Details                      |
| 4.                                       | 27 mei 2017                  | ATP Lyon                     | Gravel                       | Marcus Daniell               | Andrés Molteni Adil Shamasdin         | 3-6, 6-3, [5-10]             | Details                      |
| 5.                                       | 1 oktober 2017               | ATP Chengdu                  | Hardcourt                    | Marcus Daniell               | Jonathan Erlich Aisam-ul-Haq Qureshi  | 3-6, 6-7(3)                  | Details                      |
| 6.                                       | 29 oktober 2017              | ATP Wenen                    | Hardcourt (i)                | Sam Querrey                  | Rohan Bopanna Pablo Cuevas            | 6-7(7), 7-6(4), [9-11]       | Details                      |
| 7.                                       | 21 oktober 2018              | ATP Antwerpen                | Hardcourt (i)                | Santiago González            | Nicolas Mahut Édouard Roger-Vasselin  | 4-6, 5-7                     | Details                      |
| 8.                                       | 5 mei 2019                   | ATP München                  | Gravel                       | Divij Sharan                 | Frederik Nielsen Tim Pütz             | 4-6, 2-6                     | Details                      |
| 9.                                       | 29 september 2019            | ATP Zhuhai                   | Hardcourt                    | Matwé Middelkoop             | Sander Gillé Joran Vliegen            | 6–7(2), 6–7(4)               | Details                      |
| 10.                                      | 18 oktober 2020              | ATP Sint-Petersburg          | Hardcourt (i)                | Matwé Middelkoop             | Jürgen Melzer Édouard Roger-Vasselin  | 2-6, 6-7(4)                  | Details                      |
| 11.                                      | 23 juli 2023                 | ATP Gstaad                   | Gravel                       | Matwe Middelkoop             | Dominic Stricker Stan Wawrinka        | 6-7(8), 2-6                  | Details                      |
| Gewonnen finales herendubbel challengers |                              |                              |                              |                              |                                       |                              |                              |
| 1.                                       | 11 mei 2009                  | Blumenau                     | Gravel                       | Rodrigo Guidolin             | Julio Silva Rogério Dutra da Silva    | 7-5, 4-6, [13-11]            |                              |
| 2.                                       | 10 augustus 2009             | Brasilia                     | Hardcourt                    | Rodrigo Guidolin             | Ricardo Mello Caio Zampieri           | 6-4, 6-2                     |                              |
| 3.                                       | 9 juli 2012                  | Bogota                       | Gravel                       | Víctor Estrella Burgos       | Thomas Fabbiano Riccardo Ghedin       | 6-4, 6-2                     |                              |
| 4.                                       | 17 september 2012            | Campinas                     | Gravel                       | João Souza                   | Marcel Felder Maximo Gonzalez         | 6-1, 7-5                     |                              |
| 5.                                       | 15 oktober 2012              | Rio de Janeiro               | Gravel                       | João Souza                   | Frederico Gil Pedro Sousa             | 6-2, 6-4                     |                              |
| 6.                                       | 22 oktober 2012              | Porto Alegre                 | Gravel                       | João Souza                   | Simon Greul Alessandro Motti          | 6-3, 3-6, [10-7]             |                              |
| 7.                                       | 22 januari 2013              | Bucaramanga                  | Gravel                       | Franko Škugor                | Sergio Galdós Marco Trungelliti       | 7-6(8), 6-2                  |                              |
| 8.                                       | 4 maart 2013                 | Santiago                     | Gravel                       | João Souza                   | Federico Delbonis Diego Junqueira     | 7-5, 6-1                     |                              |
| 9.                                       | 22 april 2013                | São Paulo                    | Gravel                       | João Souza                   | James Cerretani Pierre-Hugues Herbert | 6-4, 3-6, [10-6]             |                              |
| 10.                                      | 6 mei 2013                   | Rio Quente                   | Hardcourt                    | Fabiano De Paula             | Ricardo Hocevar Leonardo Kirche       | 6-3, 6-4                     |                              |
| 11.                                      | 21 september 2014            | Quito                        | Gravel                       | João Souza                   | Duilio Beretta Martín Cuevas          | 6-4, 6-4                     |                              |
| 12.                                      | 26 oktober 2014              | Córdoba                      | Gravel                       | Nicolás Jarry                | Hugo Dellien Juan Ignacio Londero     | 6-3, 7-5                     |                              |
| 13.                                      | 10 mei 2015                  | Cali                         | Gravel                       | Miguel Ángel Reyes-Varela    | Emilio Gómez Roberto Maytín           | 6-1, 6-2                     |                              |
| 14.                                      | 20 juni 2015                 | Ilkley                       | Gras                         | Marcus Daniell               | Ken Skupski Neal Skupski              | 7-6(3), 6-4                  |                              |
| 15.                                      | 10 juli 2016                 | Todi                         | Gravel                       | Fabricio Neis                | Salvatore Caruso Alessandro Giannessi | 6-1, 3-6, [10-5]             |                              |
| 16.                                      | 19 maart 2017                | Irving                       | Hardcourt                    | Marcus Daniell               | Oliver Marach Fabrice Martin          | 6-3, 6-4                     |                              |
| 17.                                      | 14 oktober 2018              | Barcelona                    | Gravel                       | David Vega Hernandez         | Rameez Junaid David Pel               | 7-63, 6-3                    |                              |
| 18.                                      | 12 januari 2019              | Canberra                     | Hardcourt                    | Hugo Nys                     | André Göransson Sem Verbeek           | 3-6, 6-4, [10-3]             |                              |

## Dubbelspel
| Legenda | Legenda                          |
| ------- | -------------------------------- |
| g.t.    | geen toernooi gehouden           |
| l.c.    | lagere categorie                 |
| –       | niet deelgenomen                 |
| G       | uitgeschakeld in de groepsfase   |
| 1R      | uitgeschakeld in de eerste ronde |
| 2R      | uitgeschakeld in de tweede ronde |
| 3R      | uitgeschakeld in de derde ronde  |
| 4R      | uitgeschakeld in de vierde ronde |
| KF      | uitgeschakeld in de kwartfinale  |
| HF      | uitgeschakeld in de halve finale |
| F       | de finale verloren               |
| W       | het toernooi gewonnen            |
| w-v     | winst/verlies-balans             |

| Grandslamtoernooien  |      |      |      |    |      |      |      |      |      |      |      |   |
| Australian Open      | –    | –    | –    | 2R | 3R   | 1R   | 2R   | 1R   | 1R   | –    | 2R   |   |
| Roland Garros        | –    | –    | –    | 1R | 1R   | 2R   | 2R   | 1R   | 1R   | –    | 1R   |   |
| Wimbledon            | 1R   | 1R   | 3R   | 2R | 3R   | 2R   | 3R   | g.t. | 1R   | –    | 1R   |   |
| US Open              | –    | –    | 2R   | 3R | 2R   | 2R   | 1R   | 2R   | –    | KF   | 1R   |   |
| ATP Masters 1000     |      |      |      |    |      |      |      |      |      |      |      |   |
| Indian Wells         | –    | –    | –    | –  | –    | –    | 1R   | g.t. | –    | –    | –    |   |
| Miami                | –    | –    | –    | –  | 1R   | 1R   | 1R   | g.t. | 2R   | –    | 1R   |   |
| Monte Carlo          | –    | –    | –    | –  | –    | –    | KF   | g.t. | –    | –    | –    |   |
| Madrid               | –    | –    | –    | –  | –    | –    | KF   | g.t. | 2R   | –    | –    |   |
| Rome                 | –    | –    | –    | –  | –    | –    | –    | –    | 2R   | –    | –    |   |
| Montreal/Toronto     | –    | –    | –    | –  | –    | –    | –    | g.t. | –    | –    | –    |   |
| Cincinnati           | –    | –    | –    | –  | –    | –    | 2R   | –    | –    | –    | –    |   |
| Shanghai             | –    | –    | –    | –  | 2R   | –    | –    | g.t. | g.t. | g.t. | –    |   |
| Parijs               | –    | –    | –    | –  | –    | KF   | –    | –    | –    | –    | –    |   |
| Olympische Spelen    |      |      |      |    |      |      |      |      |      |      |      |   |
| Olympische Spelen    | g.t. | g.t. | g.t. | –  | g.t. | g.t. | g.t. | g.t. | 1R   | g.t. | g.t. |   |
| Statistieken         |      |      |      |    |      |      |      |      |      |      |      |   |
| Totaal aantal titels | 0    | 0    | 0    | 0  | 0    | 1    | 1    | 1    | 1    | 0    | 1    | 0 |
| Eindejaarsranking    | 96   | 102  | 78   | 67 | 34   | 70   | 45   | 44   | 61   | 124  | 76   |   |

## Gemengd dubbelspel
| Legenda | Legenda                          |
| ------- | -------------------------------- |
| g.t.    | geen toernooi gehouden           |
| l.c.    | lagere categorie                 |
| –       | niet deelgenomen                 |
| G       | uitgeschakeld in de groepsfase   |
| 1R      | uitgeschakeld in de eerste ronde |
| 2R      | uitgeschakeld in de tweede ronde |
| 3R      | uitgeschakeld in de derde ronde  |
| 4R      | uitgeschakeld in de vierde ronde |
| KF      | uitgeschakeld in de kwartfinale  |
| HF      | uitgeschakeld in de halve finale |
| F       | de finale verloren               |
| W       | het toernooi gewonnen            |
| w-v     | winst/verlies-balans             |

| Grandslamtoernooien |    |      |      |      |      |    |      |      |  |
| Australian Open     | –  | –    | HF   | –    | 1R   | –  | –    | –    |  |
| Roland Garros       | –  | KF   | KF   | –    | g.t. | –  | –    | –    |  |
| Wimbledon           | 1R | HF   | 2R   | 1R   | g.t. | 2R | –    | –    |  |
| US Open             | –  | 2R   | 1R   | 2R   | g.t. | KF | –    | –    |  |
| Olympische Spelen   |    |      |      |      |      |    |      |      |  |
| Olympische Spelen   | –  | g.t. | g.t. | g.t. | g.t. | –  | g.t. | g.t. |  |